# Wake Up!
Wake Up! (nghĩa là: Hãy tỉnh thức) là một album nhạc rock mang nội dung Kitô giáo của Giáo hoàng Phanxicô sắp phát hành vào ngày 27 tháng 11 năm 2015 của hãng đĩa Believe Digital. Album này được sản xuất dựa trên nội dung các bài phát biểu của Giáo hoàng Phanxicô được ghi nhận tại nhiều địa điểm khác nhau trên thế giới, trong khoảng thời gian từ năm 2013 đến 2015, kèm với những bài nhạc thánh ca và lời cầu nguyện của các nghệ sĩ người Ý khác nhau.

## Danh sách track
Nguồn:
| STT | Nhan đề                                                                                | Phổ nhạc | Nơi và ngày của Văn kiện                                                                 | Thời lượng |
| --- | -------------------------------------------------------------------------------------- | -------- | ---------------------------------------------------------------------------------------- | ---------- |
| 1.  | "Annuntio Vobis Gaudium Magnum! (Tôi công bố một Niềm vui Lớn lao!)"                   | Phanxicô | Thành Vatican ngày 13 tháng 3 năm 2013                                                   | 6:53       |
| 2.  | "Salve Regina (Lạy Nữ Vương)"                                                          | Phanxicô | Rio de Janeiro, Brazil ngày 25 tháng 7 năm 2013 và Cagliari, Ý ngaùy 22 tháng 9 năm 2013 | 5:17       |
| 3.  | "Cuidar el Planeda (Hãy chăm sóc Hành tinh)"                                           | Phanxicô | Roma, Ý ngày 20 tháng 11 năm 2014                                                        | 4:46       |
| 4.  | "Por Qué Sufren los Niños? (Sao lại làm Trẻ em Đau khổ?)"                              | Phanxicô | Manila, Philippines ngày 18 tháng 1 năm 2015                                             | 5:20       |
| 5.  | "Non lasciatevi rubare la speranza! (Đừng để họ tước đi Niềm hi vọng của bạn!)"        | Phanxicô | Thành Vatican ngày 7 tháng 6 năm 2013                                                    | 3:57       |
| 6.  | "La Iglesia No Puede Ser una ONG! (Giáo hội không phải là một tổ chức phi chính phủ!)" | Phanxicô | Rio de Janeiro, Brazil ngày 25 tháng 7 năm 2013                                          | 4:49       |
| 7.  | "Wake Up! Go! Go! Forward! (Hãy tỉnh thức! Ra đi! Ra đi! Tiến về phía trước!)"         | Phanxicô | Hàn Quốc, ngày 17 tháng 8 năm 2014                                                       | 5:12       |
| 8.  | "La Fe Es Entera, No Se Licua! (Đức tin bất khả xâm phạm, bất khả pha tạp!""           | Phanxicô | Rio de Janeiro, Brazil ngày 25 tháng 7 năm 2013                                          | 4:32       |
| 9.  | "Pace! Fratelli! (Bình an cho Anh Em!)"                                                | Phanxicô | Thành Vatican ngày 8 tháng 6 năm 2014                                                    | 5:52       |
| 10. | "Santa famiglia di Nazareth (Thánh Gia Nazareth)"                                      | Phanxicô | Thành Vatican ngày 27 tháng 10 năm 2013                                                  | 5:10       |
| 11. | "Fazei o Que Ele Vos Disser! (Hãy làm những gì ngài phán bảo!)"                        | Phanxicô | Thành Vatican ngày 31 tháng 5 năm 2013                                                   | 3:31       |